# Jürgen Thorwald
Jürgen Thorwald (pseudonyme de Heinz Bongartz), né le 28 octobre 1915 à Solingen et mort le 4 avril 2006 à Lugano, est un écrivain allemand, journaliste et historien connu pour ses travaux sur la médecine légale et la Seconde Guerre mondiale.

## Carrière
Bongartz commence sa carrière en 1933 en Allemagne nazie, écrivant pour des publications comme Die Braune Post, le journal SS Das Schwarze Korps et le journal du NSDAP National-Zeitung. Pendant la guerre il a travaille comme écrivain propagandiste sur la Luftwaffe et l'effort de guerre allemand.
Après la guerre, il adopte le pseudonyme Jürgen Thorwald de façon à pouvoir travailler sous l'occupation alliée. En 1947, il est autorisé légalement à changer de nom.
Le livre de Thorwald La grande aventure de la Criminologie (Das Jahrhundert der Detektive) est un des cinq nommés pour le Prix Edgar-Allan-Poe en 1966 dans la catégorie Meilleur crime réel (Best Fact Crime), mais le prix est décerné à De sang-froid de Truman Capote.

## Publications
Publications en langue allemande
- Luftmacht Deutschland. Luftwaffe, Industrie, Luftfahrt, 1939 (préface de Hermann Göring)
- Es begann an der Weichsel, 1948
- Das Ende an der Elbe, 1950
- Die ungeklärten Fälle, 1950
- Wen sie verderben wollen..., 1952
- Der Fall Pastorius, 1953
- Blut der Könige. Das Drama der Bluterkrankheit in den europäischen Fürstenhäusern, 1954
- Das Jahrhundert der Chirurgen, 1956 (The Century of the Surgeons)
- Das Weltreich der Chirurgen, 1958 (The Triumph of the Surgeons)
- Die Entlassung. Das Ende des Chirurgen Ferdinand Sauerbruch, 1960 (The dismissal: The Last Days of Ferdinand Sauerbruch)
- Macht und Geheimnis der frühen Ärzte, 1962
- Das Jahrhundert der Detektive, 1964 (Century of the Detective: Volume 1 in English "The Marks of Cain" (1965), Volume 2 "Dead Men Tell Tales" (1966,  (ISBN 0-330-02131-1)))
- Die Grosse Flucht : Es begann an der Weichsel das ende an der Elbe, 1965.
- Die Stunde der Detektive. Werden und Welten der Kriminalistik, 1966
- Macht und Geheimnis der frühen Ärzte, 1967
- Die Traum-Oase, 1968
- Die Patienten, 1971 (The Patients)
- Die Illusion. Rotarmisten in Hitlers Heeren, 1974 (The Illusion: Soviet Soldiers in Hitler's Armies)
- Das Gewürz. Die Saga der Juden in Amerika, 1978
- Im zerbrechlichen Haus der Seele. Ein Jahrhundert der Gehirnchirurgen, der Gehirnforscher, der Seelensucher, 1986
- Die Monteverdi-Mission Droemer Knaur, München 1989, Neufassung: Juli 1998
- Der geplagte Mann. Die Prostata - Geschichte und Geschichten, 1994

Publications en langue française
- La Débâcle allemande Éditions J'ai lu leur aventure N°A167-168-169
- L'Illusion - Les soldats de l'Armée rouge dans les troupes de Hitler, Albin Michel, janvier 1975

## Sources
- (en) Cet article est partiellement ou en totalité issu de l’article de Wikipédia en anglais intitulé « Jürgen Thorwald » (voir la liste des auteurs).